# فرریس
فرریس (به اسپانیایی: Ferreries) یک شهرستان در اسپانیا است که در جزایر بالئاری واقع شده‌است.

## خصوصیات
فرریس ۶۶٫۰۹ کیلومترمربع مساحت و ۴٬۶۶۹ نفر جمعیت دارد و ۱۴۲ متر بالاتر از سطح دریا واقع شده‌است.